# 佐藤博康
佐藤 博康（さとう ひろやす、1972年10月21日 - ）は、東京都港区出身の男子プロテニス選手。フリー。浦和学院高等学校－亜細亜大学卒業。身長175cm、体重69kg。右利き、フォア・バックともに片手打ち。ATPランキング自己最高位はシングルス865位、ダブルス413位。
大学在学時に学生としては33年ぶりに全日本選手権のダブルス優勝、10年後の2004年に再び全日本選手権ダブルス優勝、2005年混合ダブルス優勝、2006年ダブルス準優勝、2004年、2006年サニックス国際フューチャーズダブルス優勝など。グランドスラム大会の本戦出場を目指して、国内、海外のツアーを転戦中。全日本ランキングはシングルス11位、ダブルス2位（2007年8月31日付）。

## 主な実績
- 1994年　全日本テニス選手権　男子ダブルス優勝
- 1999年　全日本テニス選手権　混合ダブルス優勝
- 2004年　全日本テニス選手権　男子ダブルス優勝
- 2005年　全日本テニス選手権　混合ダブルス優勝
- 2006年　全日本テニス選手権　男子ダブルス準優勝
- 2008年　全日本テニス選手権　混合ダブルス優勝

## プレースタイル
- サーブアンドボレーを主軸とした、オールラウンドプレーを得意とする。
- 特にダブルスでのリターンからの速い展開には、定評がある。

## ライバル
近い年代の選手として、鈴木貴男、本村剛一、金子英樹、トーマス嶋田 を主に意識して来た。
特にダブルスでは全日本選手権をはじめ、数多くの名勝負を展開。

## 影響を受けた指導者
- 植田実
- 堀内昌一
- アンヘルヒメネス

## 使用ラケット
バボラピュアドライブ

## 主要スポンサー
- FILA
- コサナ
- ビーアンドエスコーポレーション
- ダンロップスポーツマーケティング
- シダス
- ゼブスポーツ

## 出演
- 実写版 テニスの王子様
- 「ドッカーン」スポーツ異種格闘技（野球対テニスで現読売巨人軍 元木大介氏と対戦）（TBS）
- GAORA

## 書籍

### 雑誌
- テニスジャーナル
- テニスクラシックブレーク
- テニスマガジン
- T.Tennis